# Sita Chan
Sita Chan ( nacida 陳皓儀, Hong Kong, 10 de marzo de 1987 - Hong Kong, 17 de abril de 2013) fue una cantante y actriz hongkonesa. Comenzó su carrera en 2011 y, en el momento de su fallecimiento, tenía un contrato con la discográfica Sun Entertainment. Su profesora musical fue Teresa Carpio.
Chan sufrió un accidente de tráfico mientras conducía por la autopista West Kowloon a las 02:26 del 17 de abril de 2013. Falleció esa misma noche en el Hospital Kwong Wah. Sun Entertainment y, su director, Paco Wong, anunciaron el accidente y expresaron sus condolencias.

## Discografía
| Año                     | Información del álbum                                                                                    |
| ----------------------- | --- |
| 16 de marzo de 2012     | Crazy Love - Idioma: Cantonés - Discográfica: Star Entertainment                                         |
| 19 de diciembre de 2012 | Let Me Find Love - Idioma: Cantonés - Discográfica: Star Entertainment                                   |
| Mayo de 2013            | TBA - Idioma: Cantonés - Discográfica: Sun Entertainment - Nota: Este álbum será un disco conmemorativo. |